# Matheus Iensen
Matheus Iensen (Imbituva, 7 de janeiro de 1937 — Curitiba, 18 de abril de 2019) foi um pastor, radialista, político e cantor brasileiro. Foi deputado federal pelo Paraná por dois mandatos, entre 1987 e 1995. Foi diretor e apresentador do programa religioso Musical Evangélico, transmitido pela Rádio Marumby em Curitiba.

## Biografia
Membro da Assembleia de Deus, era filho de Antônio Marcos Iensen e de Inocência Iensen. Em 1964, começou o seu trabalho evangelístico pelo rádio na Rádio Difusora, em Apucarana, com o programa Musical Evangélico. O programa apresentava destaque a cânticos e pregações. Eram apresentados cânticos ao vivo cantados por ele juntamente com as Irmãs Falavinha. 
Após mudar-se para Curitiba em 1966, passou a apresentar o seu programa na Rádio Marumby diariamente. Em pouco tempo, o programa conquistou notável audiência e grande quantidade de cartas enviadas. No mesmo ano, começou seu ativismo político ao participar da fundação do Movimento Democrático Brasileiro (MDB), o partido que abrigou a oposição à ditadura militar brasileira. Foi candidato a vereador de Curitiba nas eleições municipais de 1968, mas não obteve sucesso.
Em 1976, Matheus Iensen comprou a Rádio Marumby. Apesar disso, manteve seu programa na Rádio Universo de Curitiba até comprar a estação de ondas curtas da Rádio Diário da Manhã de Florianópolis, que mais tarde passou a retransmitir a programação da Rádio Marumby de Curitiba, alcançando grande destaque nacional e internacional. Foi também proprietário da Gravadora Estrela da Manhã, selo pelo qual gravou 18 discos.
Em 1979, com a extinção do sistema bipartidário imposto pelo Ato Institucional n.º 2, Iensen se filiou ao Partido Democrático Social. Disputou a eleição ao cargo de deputado estadual pelo Paraná em 1982, mas sem sucesso. Foi eleito como deputado federal em 1986 pelo PMDB. Como deputado federal, foi o autor da emenda constitucional que deu cinco anos de mandato para o ex-presidente José Sarney. Contrariando o próprio partido, favorável a um mandato presidencial de quatro anos, Mateus Iensen foi ameaçado de expulsão do PMDB. Em 1992, votou a favor da abertura do processo de impeachment do presidente Fernando Collor.
Após o término de seu mandato, em janeiro de 1995, Matheus Iensen se afastou da política e passou a se dedicar às suas atividades empresariais e ao seu programa de rádio, que apresentou até a sua morte.
Faleceu em 18 de abril de 2019, aos 82 anos de idade. Seu corpo foi sepultado no Cemitério Parque Jardim da Saudade, em Curitiba.